# Crocus suworowianus
Crocus suworowianus är en irisväxtart som beskrevs av Karl Heinrich Koch. Crocus suworowianus ingår i släktet krokusar, och familjen irisväxter. Inga underarter finns listade i Catalogue of Life.